# Hỏa ngục (tiểu thuyết)
Hỏa ngục là một tiểu thuyết của tác giả người Mỹ Dan Brown, cuốn sách thứ tư trong loạt tiểu thuyết Robert Langdon của ông, sau Thiên thần và ác quỷ, Mật mã Da Vinci và Biểu tượng thất truyền .Cuốn sách được xuất bản vào ngày 14 tháng 5 năm 2013 bởi nhà xuất bản Doubleday  và đã trở thành ấn phẩm bán chạy nhất trên danh sách New York Times Best Seller đối với tiểu thuyết bìa cứng và tiểu thuyết e-book, lần lượt trong vòng 11 và 17 tuần kể từ khi ra mắt.

## Cốt truyện
Giáo sư của trường đại học Harvard Robert Langdon tỉnh dậy trong một bệnh viện với một vết thương ở đầu và bị mất trí nhớ về vài ngày vừa qua. Ký ức cuối cùng của ông là về việc đi trong khuôn viên trường Harvard, nhưng ông nhanh chóng nhận ra rằng mình đang ở Florence. Sienna Brooks, một trong các bác sĩ đang chăm sóc cho Robert, cho ông biết rằng ông bị chấn thương sọ não do một viên đạn bay sượt qua đầu và đã tự mình đến phòng cấp cứu. Đột nhiên, Vayentha, một nữ sát thủ đang đuổi theo Robert, xông vào bệnh viện, bắn chết bác sĩ phụ trách việc chăm sóc Robert và tiến đến phòng của ông. Robert cùng Sienna chạy trốn đến căn hộ của cô.
Sau khi Sienna kể lại chi tiết về việc ông nhập viện như thế nào, Robert tìm thấy một ống trụ với biểu tượng biohazard trong túi áo khoác của mình. Ông quyết định gọi điện cho lãnh sự quán Mỹ và được cho biết rằng họ đang tìm ông. Theo sự chỉ dẫn của Sienna, Robert cho họ biết địa chỉ đối diện với căn hộ của cô để tránh khiến cho Sienna bị nhúng sâu vào chuyện này. Ngay sau đó Robert và Sienna nhìn thấy Vayentha đỗ xe trước địa chỉ mà ông đã cho lãnh sự quán biết, khiến họ tin rằng chính phủ Mỹ đang tìm cách giết ông.
Robert quyết định mở chiếc ống và tìm thấy một ống trụ làm bằng xương từ thời trung cổ có gắn một thiết bị máy chiếu mà khi được bật lên chiếu ra một phiên bản đã bị chỉnh sửa của bức vẽ Bản đồ địa ngục của Botticelli. Ở phía dưới cùng của bức vẽ là dòng chữ "Sự thật chỉ có thể được nhìn thấy qua cặp mắt của cái chết." Binh lính bất ngờ đột kích căn hộ; Sienna và Robert trốn thoát trong gang tấc.

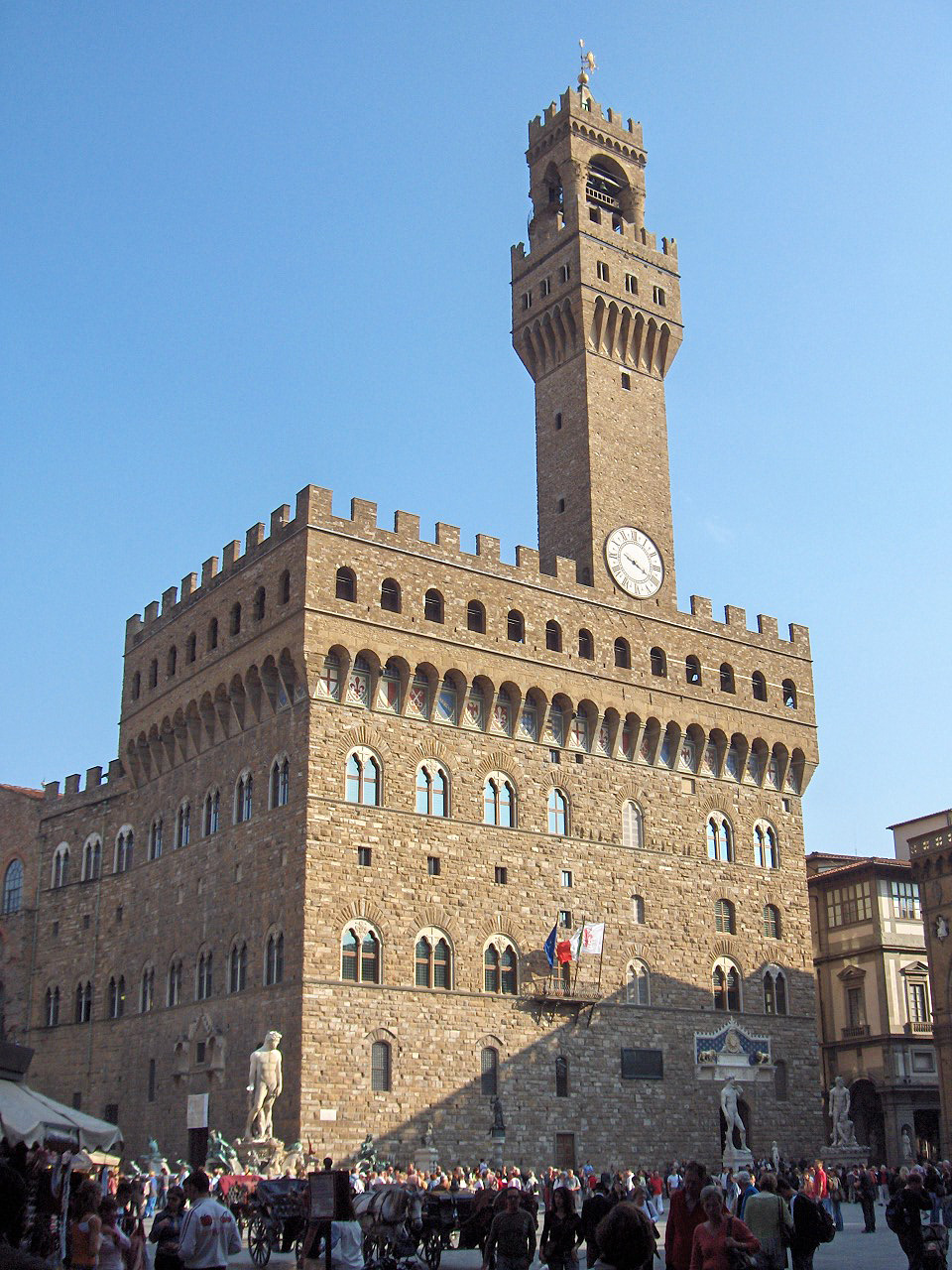
Cung điện Vecchio ở Florence

Tin rằng ống trụ có liên quan tới Dante, Robert và Sienna đi về phía thành cổ. Tuy nhiên, họ phát hiện ra rằng cảnh sát đã phong tỏa các cây cầu và đang tìm kiếm tung tích của họ. Họ chạy vào một công trường ở gần Vườn Boboli, ở đó Robert chiếu bức vẽ "Bản đồ địa ngục" một lần nữa và để ý thấy các chữ cái trong từ "CATROVACER" đã được thêm vào 10 lớp trong tầng thứ 8 của địa ngục, đồng thời thứ tự các lớp đó cũng đã bị đảo lộn. Sắp xếp chúng lại như cũ khiến cho các chữ cái đánh vần từ "CERCA TROVA". Robert nhận ra rằng đó chính là từ được viết trên bức vẽ Trận Marciano của Vasari, được trưng bày ở Cung điện Vecchio. Robert và Sienna tránh được binh lính và lọt vào thành cổ bằng cách đi qua hành lang Vesari.
Khi Robert đang xem xét bức Trận Marciano để tìm ra manh mối tiếp theo, một nhân viên của viện bảo tàng nhìn thấy ông và báo cho Marta Alvarez, giám đốc của viện bảo tàng. Marta nhận ra Robert vì đã gặp ông và Ignazio Busoni, giám đốc Il Duomo, từ tối ngày hôm trước. Cô dẫn Robert và Sienna lên một dãy cầu thang ở bên cạnh bức Trận Marciano và Robert nhận ra rằng đỉnh cầu thang nằm ngang hàng với vị trí của từ "cerca trova" trong bức vẽ. Marta cho Robert biết rằng cô đã cho họ xem mặt nạ người chết của Dante, được đặt trong một căn phòng ở cuối hành lang từ đỉnh cầu thang, vào tối hôm trước. Marta dẫn Robert và Sienna đến chỗ chiếc mặt nạ nhưng phát hiện ra rằng nó đã biến mất. Họ xem lại đoạn băng an ninh và thấy cảnh chính Robert lấy cắp chiếc mặt nạ cùng với Ignazio. Bảo vệ của viện bảo tàng ngay lập tức chĩa súng vào Robert và Sienna, Trong khi đó Mara gọi cho văn phòng của Ignazio để tra hỏi ông ta nhưng thư ký của Ignazio cho Marta biết rằng ông đã qua đời vì trụy tim từ tối hôm trước, và ông để lại cho Robert một lời nhắn ngay trước khi chết. Cô thư ký yêu cầu được nói chuyện với Robert và bật đoạn ghi âm, trong đó Ignazio cho Robert biết nơi chiếc mặt nạ được cất giấu một cách bí mật bằng cách gọi nơi đó là "Thiên đường 25."

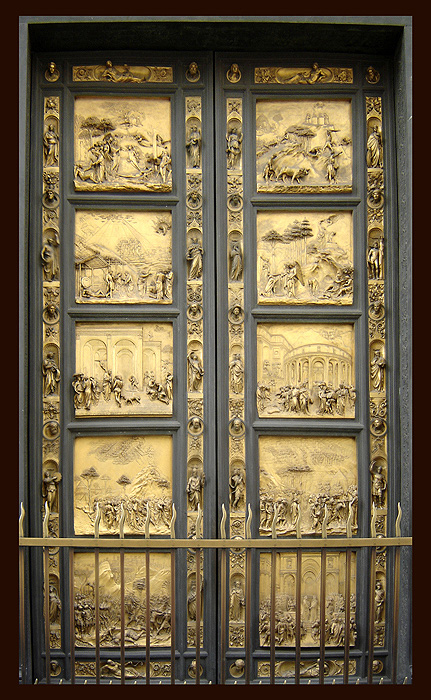
Cổng Thiên đàng ở nhà rửa tội Florence

Robert và Sienna thoát khỏi các bảo vệ nhưng binh lính đã đến nơi. Họ băng qua tầng gác mái phía trên bức vẽ Lễ phong thánh của Cosimo đệ nhất, ở đó Vayentha bị Sienna đẩy xuống và ngã chết. Robert liên hệ cụm từ "Thiên đường 25" tới nhà rửa tội Florence, nơi ông và Sienna tìm thấy chiếc mặt nạ của Dante cùng với một câu đố do người sở hữu hiện tại của nó, một nhà khoa học tỷ phú tên là Bertrand Zobrist, để lại. Sau đó Sienna giải thích cho Robert rằng Zobrist là một nhà di truyền học chủ trương việc ngừng sự tăng dân số ngoài tầm kiểm soát của loài người, và bị đồn là đang phát triển một căn bệnh để thực hiện điều đó. Một người đàn ông tên là Jonathan Ferris, với một vết thâm tím lớn trên ngực và một khuôn mặt bị nổi mẩn nghiêm trọng, tự xưng là người của tổ chức Y tế Thế giới (WHO) và giúp họ thoát khỏi các binh lính. Họ lần theo câu đố đến Venice, ở đó Ferris đột ngột bất tỉnh. Sienna khẳng định rằng hắn bị xuất huyết nội, khiến Robert nghi ngờ rằng hắn đã bị nhiễm căn bệnh của Zobrist. Robert bị một nhóm người đàn ông mặc đồ đen bắt giữ còn Sienna thì trốn thoát.
Robert được đưa đến gặp Elizabeth Sinskey, Tổng Giám đốc WHO, và nhận được lời giải thích về những gì đang diễn ra: Zobrist, người vừa tự sát một tuần trước, từng là một nhà di truyền học thiên tài và được cho là đã phát triển một dịch bệnh mà sẽ tiêu diệt một phần lớn dân số thế giới nhằm giải quyết một cách nhanh chóng vấn đề bùng nổ dân số. Elizabeth đã tìm thấy ống trụ trong hộp két của Zobrist và đưa Robert tới Florence để lần theo các manh mối. Tuy nhiên, Robert đã ngừng liên lạc với Elizabeth sau khi gặp Marta và Ignazio, nên WHO lo ngại rằng ông đã phản bội họ và hợp tác với Zobrist để phát tán dịch bệnh. Các binh lính là đội phản ứng khẩn cấp của WHO và không hề muốn giết ông.
Zobrist đã trả tiền cho một tổ chức bí ẩn tên là The Consortium để bảo vệ chiếc ống cho đến một thời hạn được định trước. Hắn cũng để lại một đoạn băng chứa đầy những hình ảnh có liên quan tới Dante cũng như hình ảnh của chính dịch bệnh, được chứa trong một chiếc túi đang dần phân hủy ở một địa điểm dưới lòng nước. Đoạn băng tuyên bố rằng thế giới sẽ thay đổi vào sáng ngày hôm sau. WHO bắt cóc Robert sau cuộc gặp gỡ của ông với Marta và Ignazio, nhưng lúc đó ông vẫn chưa giải được toàn bộ câu đố. Họ dùng benzodiazepine để xóa đi ký ức ngắn hạn của Robert, tạo ra một vết thương giả và dàn dựng mọi chuyện để thúc đẩy ông giải đố. Sienna, Vayentha và Ferris đều là các diễn viên làm việc cho The Consortium; cả cuộc gọi đến lãnh sự quán Mỹ cũng là dàn dựng. Lãnh đạo The Consortium, sau khi nhận ra âm mưu khủng bố sinh học của Zobrist, đã hợp tác với WHO. Khuôn mặt nổi mẩn của Ferris là do dị ứng với chất keo mà anh ta dùng để cải trang thành vị bác sĩ mà Vayentha đã "sát hại". Vết bầm tím trên ngực anh ta là do phát súng giả. Ở Venice, Ferris được lệnh ngăn cản Sienna, người nhận ra điều này và đấm vào vết thương của anh ta, khiến anh ta bất tỉnh.

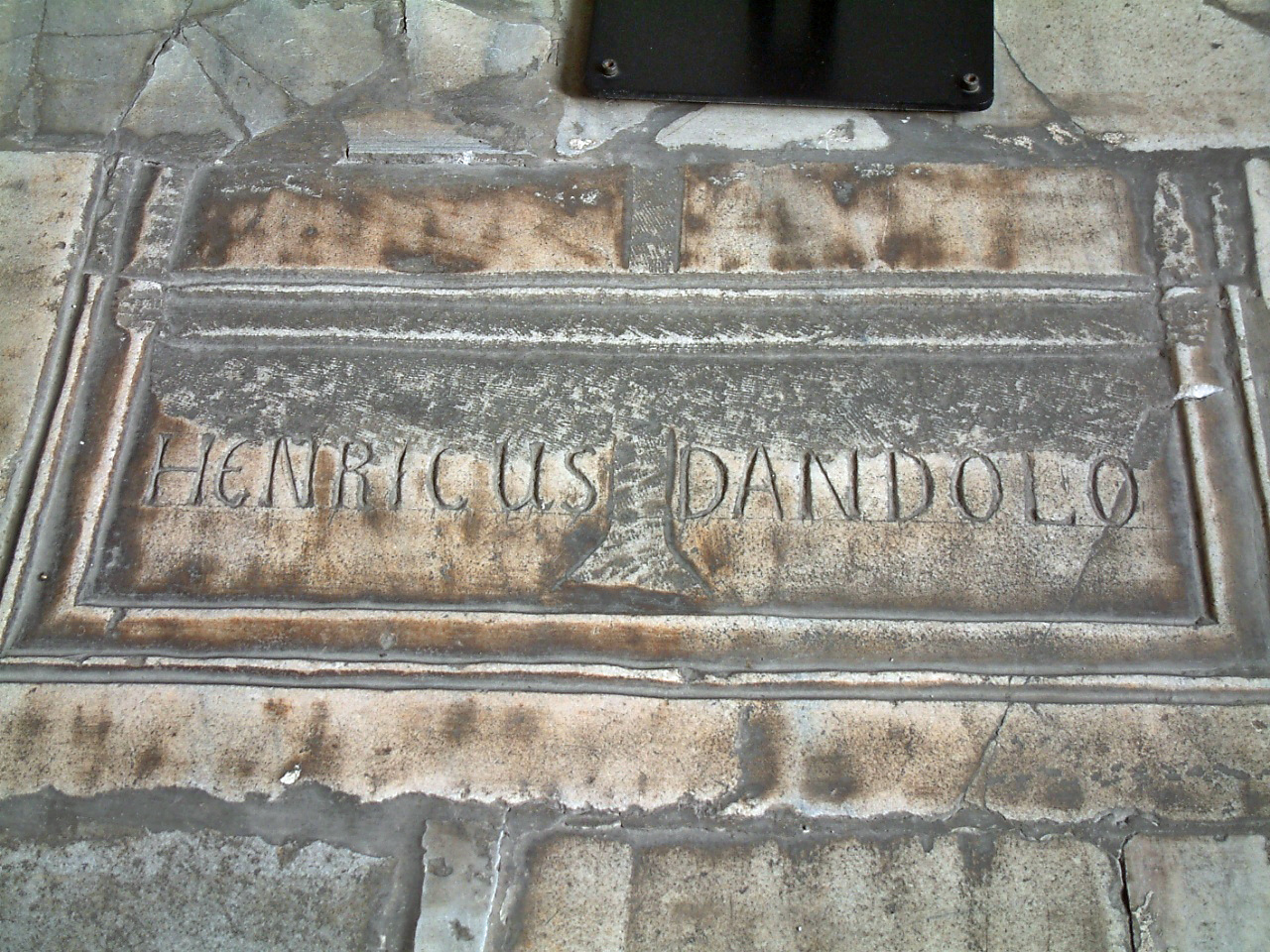
Mộ của Enrico Dandolo ở Hagia Sophia

The Consortium nhận ra rằng Sienna từng là người ủng hộ bí mật và người tình của Zobrist. Cô biết được vị trí của dịch bệnh sau khi Robert giải được câu đố và đi đến đó trước trên một chiếc phi cơ riêng. Robert, WHO và The Consortium phối hợp với nhau để ngăn cản cô. Sau khi xem đoạn băng của Zobrist, họ kết luận rằng chiếc túi chứa dịch bệnh sẽ phân hủy hoàn toàn vào ngày được chỉ ra trong đoạn băng, và các manh mối mà hắn để lại cho biết vị trí của nó: Hagia Sophia ở Istanbul, nơi Enrico Dandolo được chôn cất. Họ phát hiện ra rằng dịch bệnh nằm trong bể chứa nước ngầm Basilica nhưng Sienna đã đến đó từ trước. Chiếc túi chứa dịch bệnh đã bị vỡ và được cho là đã lây lan ra bên ngoài thông qua các du khách. Sienna chạy ra khỏi Cistern và la hét điều gì đó bằng tiếng Thổ Nhĩ Kỳ, khiến các du khách trở nên hỗn loạn, trong khi Robert đuổi theo cô.

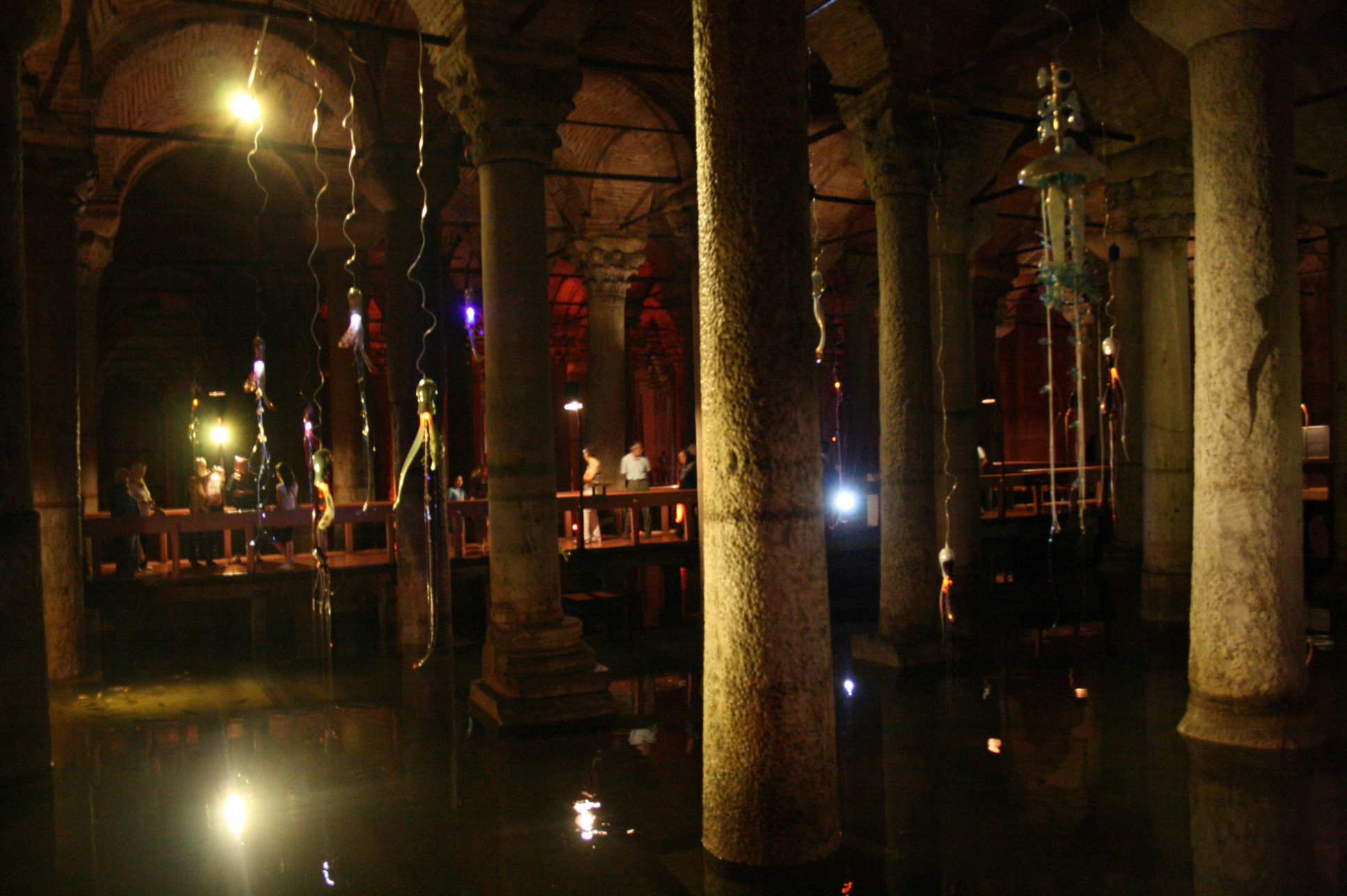
Bên trong bể chứa nước ngầm Basilica

Sienna hóa ra không phải là người đã đâm thủng chiếc túi; mà nó tan được trong nước và đã phân hủy từ một tuần trước, nghĩa là cả thế giới đã bị lây nhiễm. Ngày được chỉ ra trong đoạn băng của Zobrist là sự tính toán của hắn về thời điểm mà toàn thế giới sẽ bị lây nhiễm. Chính Sienna cũng đã tìm cách ngăn cản con virus nhưng cô không tin tưởng WHO vì lo sợ con virus sẽ lọt vào tay các chính phủ đang nghiên cứu vũ khí sinh học. Lãnh đạo The Consortium tìm cách trốn thoát nhưng sau đó bị cảnh sát Thổ Nhĩ Kỳ bắt giữ. Sienna nhận được sự ân xá để đổi lấy việc hợp tác với WHO trong việc giải quyết cuộc khủng hoảng, vì cô là một bác sĩ có nhiều kiến thức về những nghiên cứu của Zobrist.
Dịch bệnh mà Zobrist tạo ra là một con virus hoạt hóa một cách ngẫu nhiên và làm biến đổi DNA để gây ra sự vô sinh trong 1/3 loài người. Dù với công nghệ kỹ thuật di truyền của tương lai, việc thay đổi bộ gen của con người trở lại như cũ vẫn sẽ rất nguy hiểm. Loài người do đó bị buộc phải bước sang một kỷ nguyên mới.

## Nhân vật
- Robert Langdon: một giáo sư biểu tượng học của trường đại học Harvard, Cambridge, Massachusetts.
- Bertrand Zobrist: một nhà khoa học thiên tài về siêu nhân học bị ám ảnh với Hỏa ngục của Dante và nỗ lực giải quyết vấn đề dân số của thế giới bằng cách tạo ra một con virus.
- (Felicity) Sienna Brooks: Một bác sĩ, người tình cũ của Zobrist. Cô giúp Robert Langdon tìm ra con virus mà Zobrist tạo ra nhưng mối quan hệ trước đây giữa cô và hắn khiến sự trung thành của cô đối với Robert có vẻ đáng ngờ cho đến khi cuốn tiểu thuyết kết thúc. Cô đã từng là một tín đồ trung thành của Zobrist cho đến khi đọc được bức thư cuối cùng của hắn và quyết định lấy lại con virus trước khi nó lọt vào tay kẻ xấu. Cô tin rằng tổ chức Y tế Thế giới sẽ hợp tác với các chính phủ nhằm sử dụng con virus để chế tạo vũ khí. Cô lợi dụng The Consortium và Robert để tìm ra và đến vị trí của nó trước tất cả mọi người, nhưng sau đó phát hiện ra rằng Zobrist đã gây ra một cuộc săn lùng vô ích vì con virus đã được phát tán từ trước.
- Elizabeth Sinskey: Tổng Giám đốc tổ chức Y tế Thế giới, người thuê Robert Langdon để tìm ra con virus của Zobrist.
- Thị Trưởng: Lãnh đạo The Consortium, người cố gắng hoàn thành di nguyện của Zobrist bằng cách bảo vệ con virus khỏi Robert Langdon và Elizabeth Sinskey, đồng thời phát tán một đoạn băng mà Zobrist đã làm ra trước khi chết cho giới truyền thông. Sau khi biết được rằng mình đang giúp Zobrist thực hiện một cuộc tấn công khủng bố sinh học, ông hỗ trợ tổ chức Y tế Thế giới tìm ra con virus. Sau đó ông bị bắt giữ vì sự tham gia vào kế hoạch này.
- Vayentha: Đặc vụ của The Consortium ở Florence được lệnh theo dõi Robert Langdon, sau đó bị chối bỏ và ngã xuống đất chết khi chạm trán với Robert và Sienna.
- Christoph Brüder: Chỉ huy đội SRS (thuộc Trung tâm Phòng chống và Kiểm soát Dịch bệnh châu Âu) người được lệnh tìm kiếm Robert Langdon sau khi Sinskey mất liên lạc với ông.
- Marta Alvarez: Một nhân viên của Cung điện Vecchio ở Florence. Cô đang mang thai đứa con đầu lòng.
- Ignazio Busoni/il Duomino: Giám đốc của Il Duomo ở Florence, người đã hỗ trợ Langdon trong việc giải mã chiếc mặt nạ người chết của Dante. Ông chết vì trụy tim trước khi cuốn tiểu thuyết kết thúc.
- Jonathan Ferris: Đặc vụ của The Consortium, đóng giả nhân viên của tổ chức Y tế Thế giới. Anh ta dùng lông mày và ria mép giả để đóng vai bác sĩ Marconi ở phần đầu cuốn tiểu thuyết.
- Ettore Vio: Người quản lý của Vương cung thánh đường Thánh Máccô ở Venice.
- Mirsat: Một hướng dẫn viên của Hagia Sophia ở Instanbul.

## Quảng bá
Dan Brown công bố tên của cuốn sách trên trang web của mình vào ngày 15 tháng 1 năm 2013 , và sau đó tiết lộ trang bìa vào cuối tháng 2 năm 2013 . Nhà văn đã đăng tải chương đầu tiên của Hỏa ngục vào ngày 17 tháng 3 năm 2013, đồng thời xuất bản một phiên bản e-book miễn phí của Mật mã Da Vinci thông qua các cửa hàng e-book trực tuyến như Amazon, Google Play và Barnes & Noble cho đến ngày 24 tháng 3 năm 2013. Transworld, nhà xuất bản chính thức các tác phẩm của Dan Brown tại Anh, cũng đã đăng tải đoạn trailer chính thức của cuốn sách lên YouTube.
Hỏa ngục đã được dịch sang tiếng Pháp, tiếng Nga, tiếng Bồ Đào Nha, tiếng Đức, tiếng Hà Lan, tiếng Tây Ban Nha, tiếng Catala, tiếng Ý, tiếng Thổ Nhĩ Kỳ, tiếng Phần Lan, tiếng Na Uy, tiếng Thụy Điển và tiếng Đan Mạch để xuất bản đồng thời với phiên bản gốc. Các nhà xuất bản đã thuê một đội ngũ bao gồm 11 người để thực hiện việc này tại trụ sở của Mondadori ở Milan từ tháng 2 đến tháng 4 năm 2012.
Hỏa ngục cũng đã được dịch sang tiếng Ba Tư , tiếng Bosnia, tiếng Serbia, tiếng Croatia và tiếng Azerbaijan.

## Doanh số
Hỏa ngục bán được 369.000 bản trong tuần đầu tiên sau khi xuất bản tại các cửa hàng được Nielsen BookScan thống kê và trở thành cuốn sách bán chạy nhất tại Mỹ. Hỏa ngục cũng bán được 228.961 bản và đứng đầu các bảng xếp hạng sách tại Anh. Cuốn sách tiếp tục chiếm vị trí đầu bảng trên Nielsen BookScan trong tuần tiếp theo với 211.000 bản.

## Phim
Sony Pictures đã công bố rằng bộ phim chuyển thể từ Hỏa ngục sẽ ra mắt vào ngày 14 tháng 10 năm 2016 , do Ron Howard đạo diễn, David Koepp chuyển thể kịch bản và Tom Hanks tiếp tục đảm nhận vai Robert Langdon . Việc quay phim bắt đầu vào ngày 27 tháng 4 năm 2015.